# Логуш Омелян Іванович

Командування ВО «Богун» разом з прибулими гостями. Нижній ряд (зліва направо): шеф розвідувального відділу (ШРВ) «Немо» (Андрій Кисіль); член проводу ОУН(б) «Іванів» (Омелян Лоґуш); керівник угорської місії до УПА підполковник Ференц Мартон; комендант запілля УПА-Північ «Горбенко» (Ростислав Волошин); командир групи «Еней» (Петро Олійник); керівник охорони делегації «Кропива» (Василь Процюк). Верхній ряд: заступник ШРВ «Палій» (Василь Коренюк); господарчий референт УПА-Північ «Зубатий» (Василь Мороз); шеф штабу групи «Черник» (Дмитро Казван).

Омелян Лоґуш, псевда «Євген», «Іванів», «Степанів» (4 серпня 1912, с. Передмістя, нині Чортківського району — 1 лютого 1982, м. Сент-Луїс) — український політик , теоретик і організатор боротьби УПА, діяч ОУН, член УГВР, журналіст-публіцист. Брат Володимира Логуша.

## Біографія
Народився 4 серпня 1912 року в селі Передмістя поблизу Язловця (Бучацького повіту, Королівство Галичини та Володимирії, Австро-Угорщина, нині Чортківського району, Тернопільська область, Україна).
Абсольвент Бучацької державної гімназії. Студент агрономічного факультету Львівської політехніки, голова Студентської Репрезентації СУСОП (осінь 1937 — березень 1939 років), член редакції «Студентського вісника» у Львові, член редакції газети «Нове село», провідник ОУН Львівської Політехніки, учасник VII-го Конгресу СУСОП, заарештований польською поліцією в березні 1939 р., вийшов на волю у вересні 1939.
Член Українського національного комітету (УНК у Кракові) (червень 1941 р.), референт пропаганди крайового проводу ОУН ПівдСУЗ (Південно-східних українських земель) у Дніпропетровську (1942—1943), політреферент Центрального проводу ОУН. Учасник ІІІ-го Надзвичайного Великого Збору (НВЗ) ОУН (21—25 серпня 1943 р.).
Співорганізатор Конференції поневолених народів Сходу Європи і Азії (21—22 листопада 1943 р.   У грудні 1943 — січні 1944 рр. домовлявся про нейтралітет і співпрацю ОУН-УПА з угорськими військами.
Учасник Великого Збору УГВР (11—15 липня 1944 р.). Головний редактор журналу «Ідея і чин» (літо 1944 р.). Після Другої світової війни емігрував до ФРН, пізніше до США; був активним учасником Закордонного представництва УГВР, очолював український відділ «Голосу Америки».
Подав інформацію про рідне село до редакції історично-мемуарного збірника «Бучач і Бучаччина».
Помер 1 лютого 1982 року в м. Сент-Луїс, Міссурі, США.

## Родина
Дружина Катерина Мешко — діячка ОУН. Сини Юрій та Євген. Брат Володимир Логуш.

## Вшанування пам'яті
2024 року у місті Дніпро вулицю Челябінську перейменували на вулицю Омеляна Логуша.